# Barry Barringer
Barry Barringer (Mobile, 25 de juny de 1888 - Los Angeles, 21 de maig de 1938) va ser un director de cinema, guionista estatunidenc. També va dirigir tres pel·lícules durant l'era del cinema mut. Generalment va treballar per a empreses de baix pressupost de Poverty Row.

## Filmografia parcial
- One Glorious Day (1922)
- Vengeance of the Deep (1923)
- Heads Up (1925)
- Smilin' at Trouble (1925)
- Frenzied Flames (1926)
- The Warning Signal (1926)
- Fire and Steel (1927)
- Hazardous Valley (1927)
- Duty's Reward (1927)
- Roaring Fires (1927)
- Riding to Fame (1927)
- Code of the Air (1928)
- Bye, Bye, Buddy (1929)
- Convicted (1931)
- Graft (1931)
- The Lightning Flyer (1931)
- The Face on the Barroom Floor (1932)
- Murder at Dawn (1932)
- Dynamite Denny (1932)
- The Death Kiss (1932)
- The Midnight Patrol (1932)
- Daring Daughters (1933)
- The Dude Ranger (1934)
- The Return of Chandu (1934)
- The Way of the West (1934)
- What's Your Racket? (1934)
- Sixteen Fathoms Deep (1934)
- Valley of Wanted Men (1935)
- Courage of the North (1935)
- Timber Terrors (1935)
- Northern Frontier (1935)
- Men of Action (1935)
- Red Blood of Courage (1935)
- Timber War (1935)
- Federal Agent (1936)
- Song of the Trail (1936)
- Held for Ransom (1938)